# Maleth-Aero
 Maleth-Aero  ist eine Charter- und Frachtfluggesellschaft mit Sitz in Luqa und Basis am Flughafen Malta. Die Fluggesellschaft führt Charter- und Frachtflüge zu Zielen auf der ganzen Welt durch, mit eigenen, geleasten oder für andere Unternehmen betriebenen Flugzeugen.

## Geschichte
Maleth-Aero wurde im Januar 2012 in Malta gegründet.
Im Februar 2016 erwarb Frontier Services Group Ltd. aus China das Unternehmen
Im Januar 2021 übernahm die AELF FlightService aus Chicago, Illinois die Mehrheitsbeteiligung an Maleth Aero.

## Flotte
Die Flotte besteht mit Stand Juni 2023 aus neun Flugzeugen mit einem Durchschnittsalter von 17,8 Jahren.
| Flugzeugtyp     | aktiv | bestellt | Anmerkungen                                 | Sitzplätze | Durchschnittsalter |
| --------------- | ----- | -------- | ------------------------------------------- | ---------- | ------------------ |
| Airbus A330-200 | 6     | 1        | drei inaktiv; 2 Frachtflugzeuge (Preighter) |            | 18,5 Jahre         |
| Airbus A340-600 | 3     |          | zwei inaktiv; Frachtflugzeuge (2 Preighter) |            | 16,3 Jahre         |
| Gesamt          | 9     | 1        |                                             |            | 17,8 Jahre         |

## Ehemalige Flugzeugtypen
- Boeing 737-300
- Boeing 737-500
- Boeing 737-700